# Marsbahnkreuzer
Ein Marsbahnkreuzer ist ein Asteroid, der die Umlaufbahn des Mars kreuzt. Dazu zählen erdnahe Asteroiden oder Asteroiden des Asteroidengürtels. Asteroiden des Hauptgürtels sind Marsbahnkreuzer, wenn das Perihel (sonnennächster Punkt) des Asteroiden kleiner als das Perihel des Mars (1,381 Astronomische Einheiten) ist. Ist das Perihel des Asteroiden größer als das Perihel des Mars, aber kleiner als das Aphel (sonnenentferntester Punkt) des Mars (1,666 Astronomische Einheiten), dann wird er als Marsbahngrazer bezeichnet.
Es gibt (Stand: 1. November 2020) 1852 Marsbahnkreuzer im Asteroidengürtel und 20.999 Erdnahe Asteroiden, die die Bahn des Mars kreuzen.